# Babasónica Electrónica
Babasónica Electrónica es el primer álbum remix de la banda argentina Babasónicos, que incluye remixes tomados de su álbum Babasónica. Participan Daniel Melero y El Otro Yo, entre otros.

## Lista de canciones
1. «Calmado, matamos al venado (Un cuervo vuela dormido)»
2. «Pasta de hablar»
3. «Seis vírgenes descalzas (Mogolica)»
4. «Esther narcótica (Fun Machine)»
5. «Esther narcótica» (Versión Narcótica) por Trineo
6. «El adversario» (Versión Robot)
7. «Egocripta (Un Laberinto De Espejos)» por Daniel Melero
8. «Delnitro» (Delmoro)
9. «Pasta de hablar (Rumores)» por Estupendo
10. «Sátiro» (Alucinación raimoniaca versión remix) por El Otro Yo
11. «El adversario» (Sangra Mix) por Dj. Dr. Trincado
12. «Demonomanía (Demonomaniakz)» por Dotronikz